# شوزو (جمهورية الصين الشعبية)
شوزو (بالصينية: 朔州市) هي مدينة على مستوى محافظة، في جمهورية الصين الشعبية، تتبع شانسي، تبلغ مساحتها 10,600 كيلومتر مربع، رمزها البريدي هو 036000.

## المناخ
يظهر الجدول التالي التغييرات المناخية على مدار السنة لشوزو:
| البيانات المناخية لـشوزو                    | البيانات المناخية لـشوزو | البيانات المناخية لـشوزو | البيانات المناخية لـشوزو | البيانات المناخية لـشوزو | البيانات المناخية لـشوزو | البيانات المناخية لـشوزو | البيانات المناخية لـشوزو | البيانات المناخية لـشوزو | البيانات المناخية لـشوزو | البيانات المناخية لـشوزو | البيانات المناخية لـشوزو | البيانات المناخية لـشوزو | البيانات المناخية لـشوزو |
| الشهر                                       | يناير                    | فبراير                   | مارس                     | أبريل                    | مايو                     | يونيو                    | يوليو                    | أغسطس                    | سبتمبر                   | أكتوبر                   | نوفمبر                   | ديسمبر                   | المعدل السنوي            |
| ------------------------------------------- | ------------------------ | ------------------------ | ------------------------ | ------------------------ | ------------------------ | ------------------------ | ------------------------ | ------------------------ | ------------------------ | ------------------------ | ------------------------ | ------------------------ | ------------------------ |
| متوسط درجة الحرارة الكبرى °م (°ف)           | −1.4 (29.5)              | 2.8 (37.0)               | 9.1 (48.4)               | 17.7 (63.9)              | 23.7 (74.7)              | 27.4 (81.3)              | 28.2 (82.8)              | 26.4 (79.5)              | 22.5 (72.5)              | 15.9 (60.6)              | 7.4 (45.3)               | 0.4 (32.7)               | 15.0 (59.0)              |
| المتوسط اليومي °م (°ف)                      | −9.8 (14.4)              | −5.7 (21.7)              | 1.3 (34.3)               | 9.8 (49.6)               | 16.6 (61.9)              | 20.5 (68.9)              | 21.9 (71.4)              | 19.8 (67.6)              | 14.7 (58.5)              | 8.0 (46.4)               | −0.6 (30.9)              | −7.5 (18.5)              | 7.4 (45.3)               |
| متوسط درجة الحرارة الصغرى °م (°ف)           | −16.8 (1.8)              | −12.9 (8.8)              | −5.9 (21.4)              | 1.7 (35.1)               | 8.4 (47.1)               | 13.0 (55.4)              | 15.7 (60.3)              | 13.8 (56.8)              | 7.8 (46.0)               | 1.3 (34.3)               | −7.0 (19.4)              | −14.0 (6.8)              | 0.4 (32.8)               |
| الهطول مم (إنش)                             | 1.6 (0.06)               | 2.6 (0.10)               | 10.2 (0.40)              | 17.8 (0.70)              | 33.4 (1.31)              | 57.0 (2.24)              | 101.0 (3.98)             | 90.0 (3.54)              | 56.0 (2.20)              | 21.1 (0.83)              | 6.1 (0.24)               | 1.7 (0.07)               | 398.5 (15.67)            |
| متوسط الرطوبة النسبية (%)                   | 52                       | 47                       | 44                       | 39                       | 42                       | 52                       | 68                       | 73                       | 66                       | 58                       | 53                       | 53                       | 54                       |
| المصدر: China Meteorological Administration |                          |                          |                          |                          |                          |                          |                          |                          |                          |                          |                          |                          |                          |

## التقسيمات الإدارية
- Shuocheng District [الإنجليزية]‏
- Pinglu District [الإنجليزية]‏
- Shanyin County [الإنجليزية]‏
- Ying County [الإنجليزية]‏
- Youyu County [الإنجليزية]‏
- هوايرن.